# غريتا رنا
غريتا رنا (بالإنجليزية: Greta Rana)‏ هي كاتِبة وشاعرة بريطانية، ولدت في 1943 في كاسلفورد ‏ في المملكة المتحدة.